# Autisa

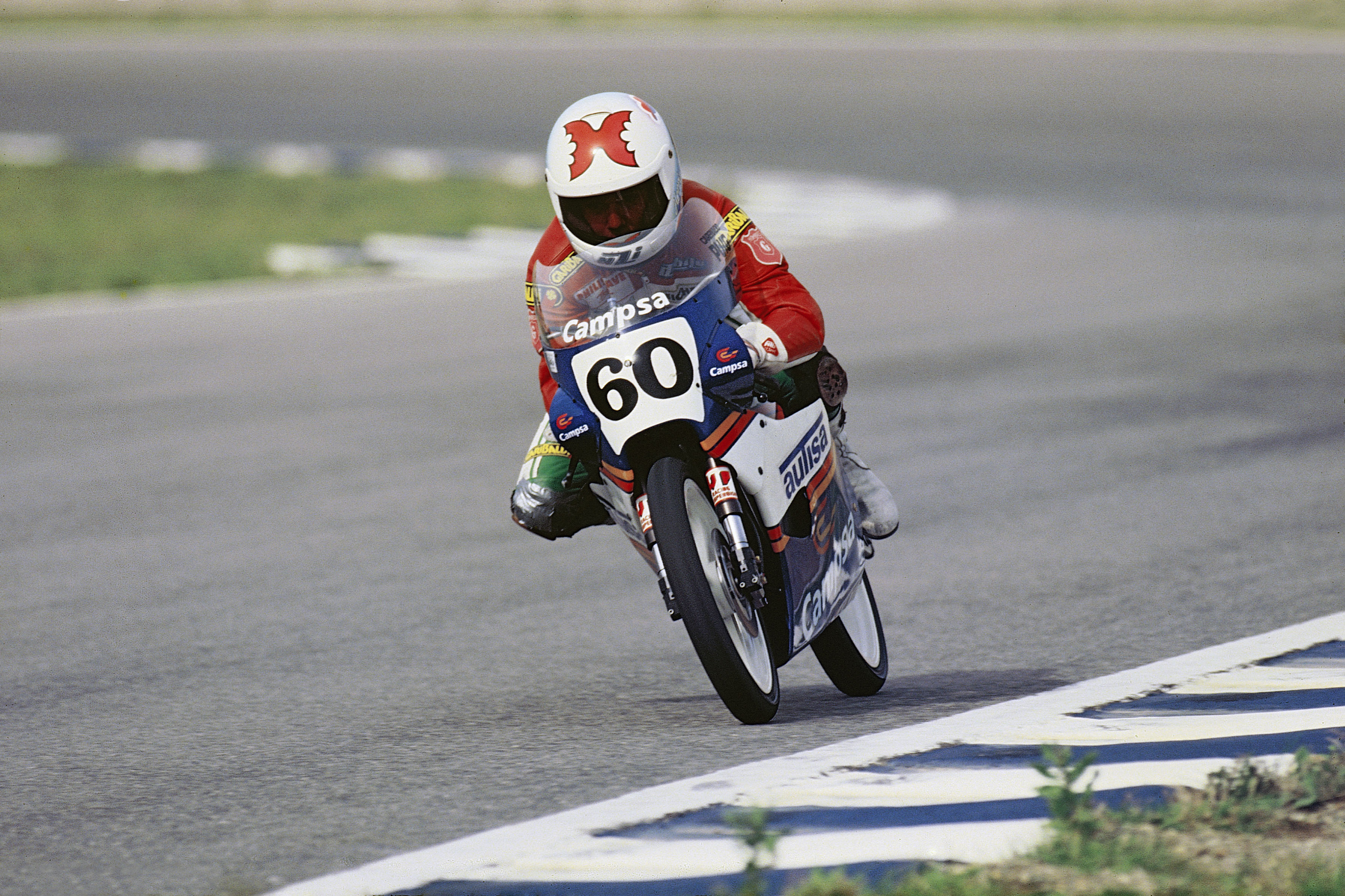
Herri Torrontegui amb l'Autisa 80cc al mundial de

Autisa fou una marca catalana de motocicletes de velocitat fabricades a Les Franqueses del Vallès durant els anys 80. Durant unes quantes temporades, l'empresa participà oficialment al Campionat del Món de velocitat en la categoria dels 80cc, amb un equip format entre altres per Joan Ramon Bolart, Mingo Gil i Luis Miguel Reyes.
Autisa fabricava també grups termodinàmics per a diverses fàbriques i kits de transformació per a motocicleta (allò que avui s'anomena tuneig).